# Alec Soth
Alec Soth (1969, Minneapolis, Minnesota, Estados Unidos) es un fotógrafo estadounidense. Soth realiza "proyectos estadounidenses a gran escala" que presentan al medio oeste de Estados Unidos. La crítica de arte del New York Times, Hilarie M. Sheets, escribió que ha hecho una "carrera fotográfica buscando química con extraños" y fotografías de "solitarios y soñadores". Su trabajo tiende a centrarse en las "imágenes poco convencionales e inquietantemente banales de la América moderna" y ha sido comparado con el de Walker Evans y Stephen Shore, según la crítica de arte de The Guardian, Hannah Booth. Ha trabajado para The New York Times, la revista Fortune y Newsweek. Es miembro de Magnum Photos.
Soth ha publicado varios libros de su trabajo en editoriales importantes, así como autoeditado a través de Little Brown Mushroom. Sus principales publicaciones son Sleeping by the Mississippi, Niagara, Broken Manual, Songbook, I Know How Furiously Your Heart Is Beating, y A Pound of Pictures.
Ha recibido becas de las Fundaciones McKnight y Jerome, recibió el Premio Santa Fe de Fotografía 2003, y en 2021 recibió una Membresía Honoraria de la Royal Photographic Society. Sus fotografías se encuentran en las colecciones del Museo de Arte Moderno de San Francisco, el Museo de Bellas Artes de Houston, el Instituto de Artes de Minneapolis y el Centro de Arte Walker, también de Minneapolis. Su trabajo se ha exhibido ampliamente, incluyendo como parte de la Bienal de Whitney de 2004 y una importante exposición individual en Media Space en Londres en 2015.

## Biografía
Soth nació en Minneapolis, Minnesota, Estados Unidos. Estudió en Sarah Lawrence College en Bronxville, Nueva York. Se dice que era "terriblemente tímido" en su juventud.
A Soth le gustaba el trabajo de Diane Arbus. En 2004, después de un viaje por el río Misisipi, publicó su primer libro, Sleeping by the Mississippi, que incluía paisajes y retratos. Los curadores de la Whitney Biennial de ese año lo incluyeron en su exposición, y en su cartel se utilizó una de sus fotografías titulada Charles, de un hombre con uniforme de piloto en el tejado de su casa sosteniendo dos maquetas de aviones.
Su segundo libro, Niagara, se publicó en 2006. Una de sus fotografías es de una mujer con un vestido de novia, sentada afuera de lo que parece ser un motel; Soth llegó a un acuerdo con una capilla de bodas privada, en Niagara Falls que le permitió tomar fotografías de parejas que se casaban.
Soth hizo varios libros fotográficos más, incluyendo Last Days of W, un libro sobre un país "agotado por la presidencia de George W. Bush". En 2004 se convirtió en nominado de la agencia Magnum Photos y en 2008 se convirtió en miembro de pleno derecho. Al principio de su carrera, también trabajó en la Galería Gagosian, y ahora está representado por la Galería Sean Kelly en Nueva York.
Entre 2006 y 2010, Soth estuvo explorando la idea del retiro. Utilizando el seudónimo de Lester B. Morrison, durante esos cuatro años creó Broken Manual , un manual de instrucciones clandestino para quienes buscan escapar de sus vidas. Soth investiga los lugares a los que la gente se retira para escapar de la civilización, fotografía a monjes, survivalistas, ermitaños y fugitivos (menores que huyeron de sus familias). Al mismo tiempo, produjo el libro de fotografías From Here to There: Alec Soth's America, una descripción general de la fotografía de Soth desde principios de la década de 1990 hasta el presente.
En 2010, Soth fundó la editorial Little Brown Mushroom (LBM). En ella se publican "libros de fotografía narrativa que funcionan de manera similar a los libros para niños", tanto de él como de otras personas de ideas afines, en formato de libro, revista y periódico.
En 2016, Soth realizó una exposición titulada Hypnagogia, en la que presentó 30 imágenes de su exploración de 20 años del estado entre la vigilia y el sueño. Según la declaración del artista de este proyecto: 

Descrito como un fenómeno neurológico, asociado recurrentemente con la creatividad, un estado hipnagógico es la experiencia onírica mientras se está despierto que evoca imágenes vívidas, a veces realistas.

Tras un encargo en un taller de yoga de la risa en la India para The New York Times Magazine, Soth dejó de trabajar durante un año.  Durante una residencia artística en San Francisco en 2017, volvió posteriormente a su práctica cuando la coreógrafa Anna Halprin, que en ese momento tenía 97 años, lo invitó a fotografiarla en su casa.
Soth vive con su esposa Rachel Cartee y sus hijos en Minneapolis, Minnesota.

## Exposiciones
Entre las exposiciones más importantes, cabe destacar
- 2011: Broken Manual, Galerie Friedrich Loock, Berlin.[12]
- 2012: La Belle Dame sans Merci, Casa de la Fotografía de Moscú, Sala Central de Exposiciones Manège de Moscú.[13]
- 2015/16: Gathered Leaves, Media Space, Museo de Ciencias de Londres.[14][15]
- 2016/17: Gathered Leaves, The Finnish Museum of Photography, Helsinki.[16]
- 2017/18: Gathered leaves, Haus der Photographie der Deichtorhallen, Hamburgo.[17]
- 2020: Photography is a Language, Kunst Haus Wien, Viena.[18]